# Dystrykt Techiman
Okręg Miejski Techiman jest miastem i zarazem dystryktem w regionie Brong-Ahafo w Ghanie. Zajmuje powierzchnię 1,119 km², populacja w roku 2002 wynosiła 173,742 mieszkańców.